# Línea del Norte de Warwickshire
La Línea del Norte de Warwickshire (también conocida como la Línea de Shakespeare) está ubicada en la Región de las Tierras Medias Occidentales del Reino Unido, y sirve de soporte a un servicio de trenes de cercanías. Discurre entre Birmingham y Stratford-upon-Avon (Warwickshire), aunque hasta 1976 llegaba hasta Cheltenham como parte de la ruta del Great Western Railway desde Birmingham a Bristol.
Carece de electrificación y es operada por la compañía West Midlands Trains, que emplea unidades diésel múltiples de la Clase 172.
Es una de las Líneas de Snow Hill, aunque la parte norte de la línea es de naturaleza suburbana, con un servicio regular y muy frecuentado de pasajeros hacia el centro de Birmingham. La parte sur (al sur de Whitlocks End) es de naturaleza rural y tiene un servicio de menor frecuencia de paso con varios apeaderos rurales.
A pesar del nombre, la línea no pasa por el área comúnmente conocida como North Warwickshire, y se piensa que se derivaba de la práctica de la caza del zorro local.

## Historia

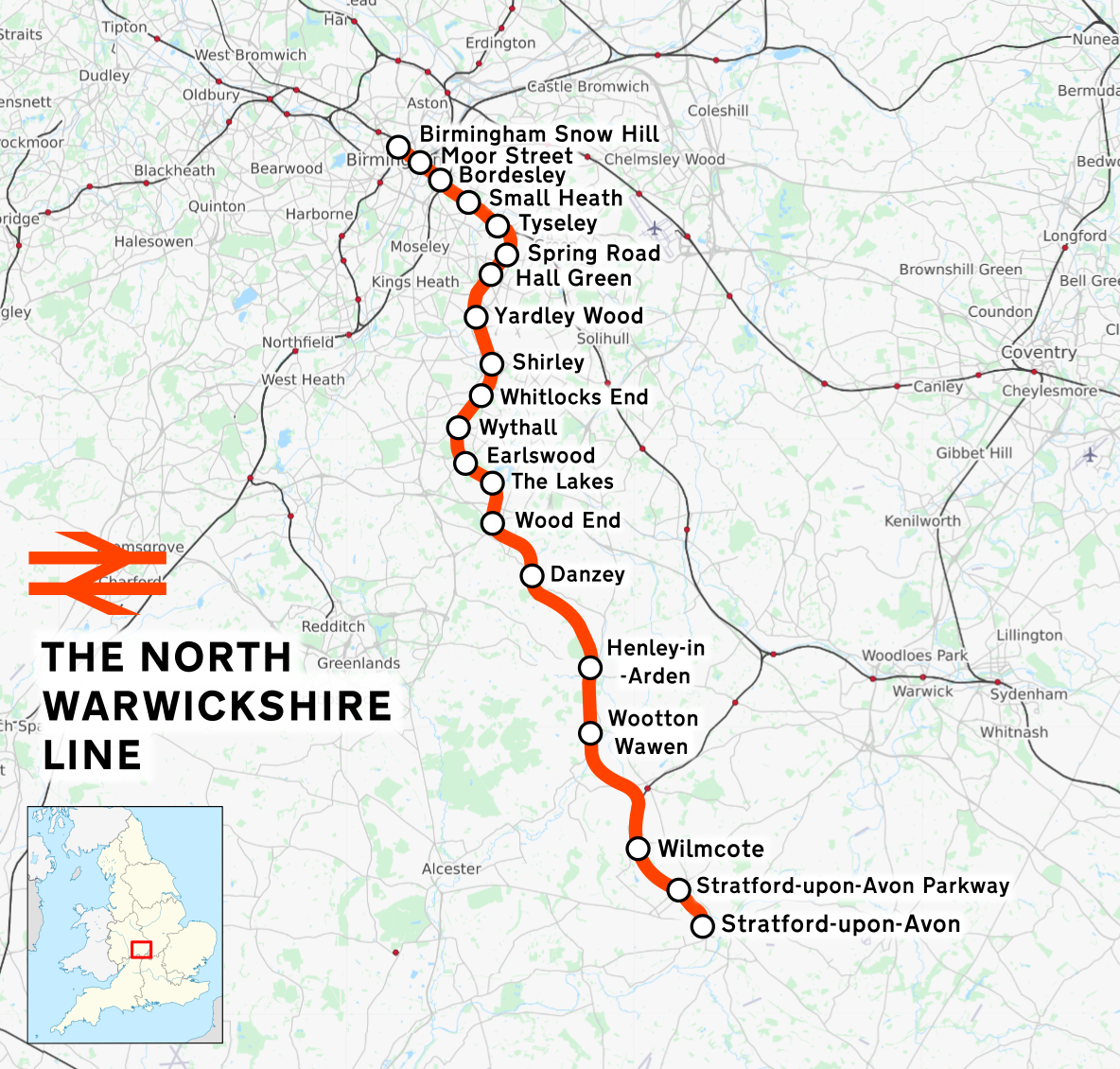
Esquema de la línea

### Primeros años
Los planes originales de la línea fueron promovidos por una empresa que era independiente; el Ferrocarril de Birmingham, Norte de Warwickshire y Stratford, que recibió la aprobación real en agosto de 1894. La compañía no logró recaudar los fondos necesarios para construir la línea, y los poderes para construirla fueron asumidos por el Great Western Railway (GWR) en julio de 1900. El GWR incorporó la línea a su propia red para construir una nueva línea principal de Birmingham a Cheltenham a través de Stratford. La construcción comenzó en septiembre de 1905, y la línea se abrió al tráfico de mercancías el 9 de diciembre de 1907 y al tráfico de pasajeros el 1 de julio de 1908.
El NWL se conectaba a la línea principal existente en Birmingham en Tyseley, y corría hacia el sur hasta Bearley, donde se conectaba al ramal de vía única preexistente en Hatton hacia Stratford-upon-Avon, que había sido inaugurado en 1860 por el Ferrocarril de Stratford on Avon. Un sector de este ramal entre Bearley y Stratford se duplicó como parte de la obra, para incorporarlo a la nueva línea principal, proporcionando un enlace más directo entre Birmingham y Stratford, conectando Henley-in-Arden y Shirley en ruta. Esto hizo redundante el ramal existente a Henley-in-Arden desde Lapworth, que se cerró en 1915. El NWL formó la etapa final de una nueva ruta de la línea principal, que también incorporó la mayor parte del ramal al sur de Stratford a Honeybourne, inaugurado en 1859, que también se duplicó al mismo tiempo, y se unió a una nueva línea de Honeybourne a Cheltenham (la Línea de Honeybourne), que se había completado en 1906. Esto le permitió disponer al GWR de una nueva línea principal entre la Región de las Tierras Medias Occidentales, y la Región del Sudoeste de Inglaterra y Gales del Sur, proporcionando un enlace más corto que las rutas existentes a través de Oxford y Hereford. Por lo tanto, colocó al Great Western en una posición para competir con la ruta de Birmingham a Bristol del Ferrocarril de Midland.
La Estación de Moor Street en Birmingham se inauguró poco después de la apertura de la línea del Norte de Warwickshire y sirvió como la terminal de Birmingham de la mayoría de los servicios locales, así como los servicios locales de Leamington Spa. Moor Street se abrió para alojar estos servicios locales y así aliviar la congestión en la Estación de Birmingham Snow Hill, que manejaba los servicios de larga distancia. Los servicios locales fueron operados inicialmente por automotores, que eran vagones de vapor autopropulsados, que fueron reemplazados más tarde por autotrenes, un tipo de tren reversible.
Desde el principio, la línea transportó los servicios de larga distancia desde las Midlands Occidentales hasta Bristol, el sur de Gales y el suroeste de Inglaterra. Estos servicios se suspendieron durante la Primera Guerra Mundial, luego se desarrollaron en las décadas de 1920 y 1930, se suspendieron nuevamente a lo largo de la Segunda Guerra Mundial y finalmente alcanzaron su punto máximo en la década de 1950, momento en el que hasta seis de estos trenes recorrían la línea cada día de la semana. El decano de estos servicios fue siempre el tren diario de Wolverhampton a Penzance, más tarde llamado "The Cornishman". La línea estaba especialmente ocupada durante los meses de verano, ya que se convirtió en la principal ruta de vacaciones entre Birmingham y Devon y Cornualles, y circulaban muchos trenes adicionales con excursiones de vacaciones.
Un servicio pionero de automotores diésel con un bufé comenzó a funcionar en julio de 1934 entre las estaciones de Birmingham Snow Hill y Cardiff Central, sin escalas a través de Stratford, con solo dos paradas en Gloucester y Newport. Este fue el primer servicio expreso diésel de larga distancia en Gran Bretaña. Resultó tan exitoso que hubo que introducir vagones más grandes con más asientos y sin bufé para hacer frente a la demanda, y finalmente tuvo que aumentarse introduciendo un servicio normal con locomotoras de arrastre. Durante la Segunda Guerra Mundial, el servicio de automotores fue el único servicio directo que utilizó la línea, ya que todos los demás trenes de larga distancia fueron suspendidos. En ese momento, consistía en un tren de tres coches que constaba de un coche estándar intercalado entre otros dos. Dos de estos trenes circulaban diariamente hacia y desde Cardiff en este período, y se introdujo una parada en Stratford.
La línea pasó a ser propiedad de British Rail en 1948, después de la nacionalización.

### Recortes e intentos de cierre
La Línea del Norte de Warwickshire ha sobrevivido a dos intentos de cierre. El tramo entre las conexiones de Tyseley y Bearley se incluyó en la lista de los cierres del Plan Beeching en la década de 1960. Esto habría dejado a Stratford conectado a la red ferroviaria solo por el ramal a Hatton, volviendo a la situación anterior a 1908. La propuesta de cierre provocó una fuerte campaña local para salvar la línea, que finalmente pasó al Tribunal Supremo, lo que se tradujo en una medida cautelar que impidió el cierre de la línea en 1969. Sin embargo, British Rail hizo otro intento de cierre en 1984, cuando apeló para que se levantara la orden judicial. Esta vez, la propuesta era cerrar la línea entre Henley-in-Arden y la conexión de Bearley, y desviar los trenes de Stratford a través de Solihull. Este planteamiento nuevamente provocó una fuerte respuesta local y BR retiró la propuesta de cierre en 1987.
Sin embargo, se hicieron muchos recortes. Los servicios de larga distancia se redujeron a partir de septiembre de 1962, cuando se desviaron los expresos "Cornishman" y Birmingham-Cardiff. Algunos servicios de pasajeros permanecieron al sur de Stratford hacia Gloucester hasta 1968, y a Worcester a través de Honeybourne hasta 1969. La línea al sur de Stratford permaneció abierta para mercancías hasta 1976, cuando los daños causados por un grave descarrilamiento de un tren de carga llevaron a British Rail a decidir cerrar la línea por completo. La vía se levantó en 1979, poniendo fin al papel de la Línea del Norte Warwickshire como itinerario principal directo.

### Historia reciente
Desde la década de 1990, la línea se comercializa como la 'Línea de Shakespeare'.
La línea fue rehabilitada por Network Rail en 2009/2011, mejorando el sistema de señalización y el acceso al andén en Stratford. También se eliminaron los tres enclavamientos restantes en Shirley, Henley-in-Arden y Bearley Junction. Como parte de este plan, se ampliaron los servicios desde Birmingham en dirección a Shirley hasta la siguiente estación, Whitlocks End, mediante la adición de una nueva instalación de retorno. Se agregó un aparcamiento disuasorio en Whitlocks End para alentar a los viajeros a conducir hasta allí, a fin de reducir la congestión del tráfico en la estación Shirley.
En 2011, se introdujo una nueva flota de unidades diésel múltiples de la clase BRC-172 para operar la línea (junto con las otras Líneas de Snow Hill) en sustitución de los BRC-150 más antiguos que operaban la línea desde 1990.
En mayo de 2013, se abrió la estación de Stratford-upon-Avon Parkway al norte de Stratford. Esto permite a los viajeros utilizar el tren sin necesidad de conducir hasta Stratford.

## Servicios actuales

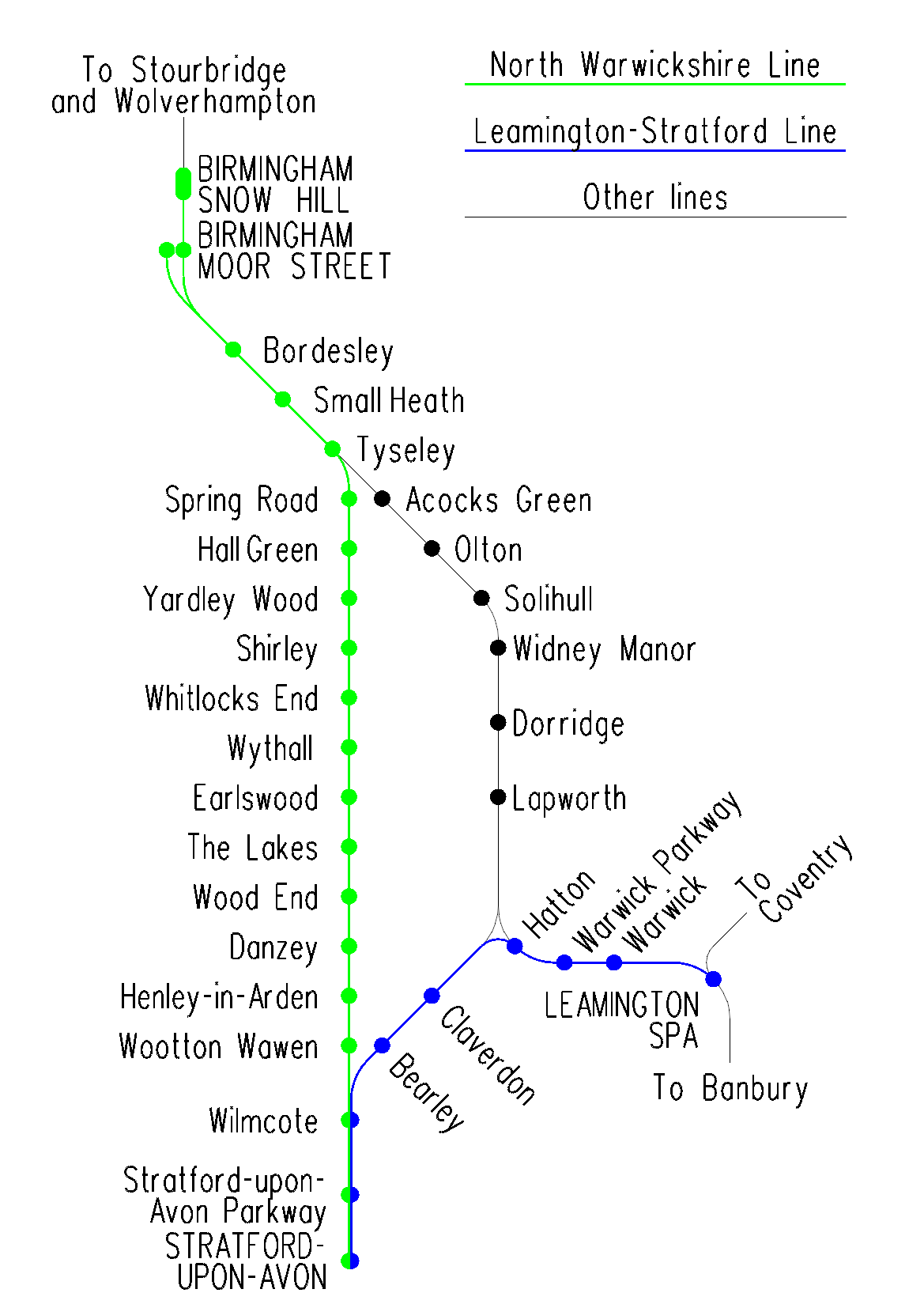
Diagrama de las líneas desde Stratford

El nivel de servicio diurno actual es de tres trenes por hora entre Birmingham Snow Hill y Whitlocks End, con uno de ellos que continúa hasta Stratford. Un segundo servicio cada hora entre Birmingham y Stratford pasa por Solihull, uniéndose o saliendo de la Línea del Norte de Warwickshire en Bearley Junction, lo que significa que existe un servicio cada media hora entre Birmingham y Stratford. La mayoría de los trenes de Birmingham continúan más allá de Snow Hill hacia Stourbridge Junction, Kidderminster o Worcester.
Los domingos de verano, opera un servicio de vapor (Vintage Trains), el "Shakespeare Express", entre Birmingham y Stratford.

## Posible desarrollo futuro
El Shakespeare Line Promotion Group está promoviendo un esquema para reabrir las 9 millas (14 km) de la línea al sur de Stratford hacia Honeybourne, donde se conectaría con la Línea de Cotswold. Denominado "Avon Rail Link", la propuesta (apoyada como una ruta de desvío de carga por DB Schenker) haría de Stratford-upon-Avon una estación intermedia una vez más con conexiones mejoradas hacia el Sur, y abriría la posibilidad de conexión directa de servicios a Oxford y Worcester a través de Evesham. El esquema enfrenta oposición local. Uno de los estudios señalaba las buenas perspectivas comerciales para el enlace Stratford-Cotswolds.